# Neumagener Weinschiff

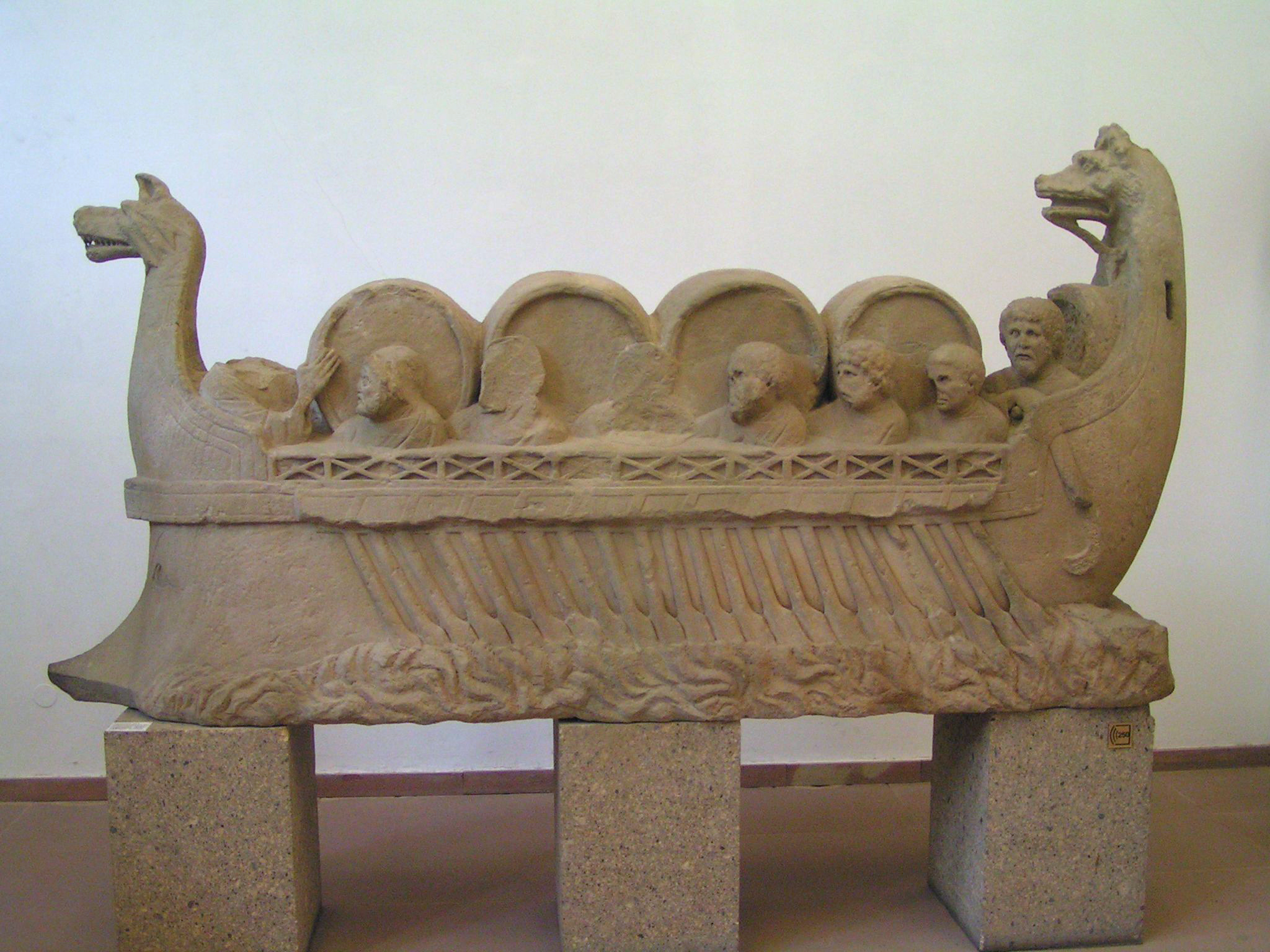
Original des Neumagener Weinschiffs im Rheinischen Landesmuseum Trier

Das Neumagener Weinschiff ist Teil des Grabmals eines römischen Weinhändlers aus der Zeit um 220 n. Chr., das in Neumagen an der Mosel gefunden wurde.
Die Reste des Grabmals wurden 1878 in Neumagen mit Blöcken zahlreicher anderer Grabmäler als Teil des Fundamentes der Wehrmauer der spätantiken römischen Festung Noviomagus gefunden. Dieser und andere Funde führten wegen ihres Alters zur Bezeichnung Neumagens als „ältester Weinort Deutschlands“.
Das Original befindet sich heute im Rheinischen Landesmuseum Trier.

## Beschreibung und Rekonstruktion

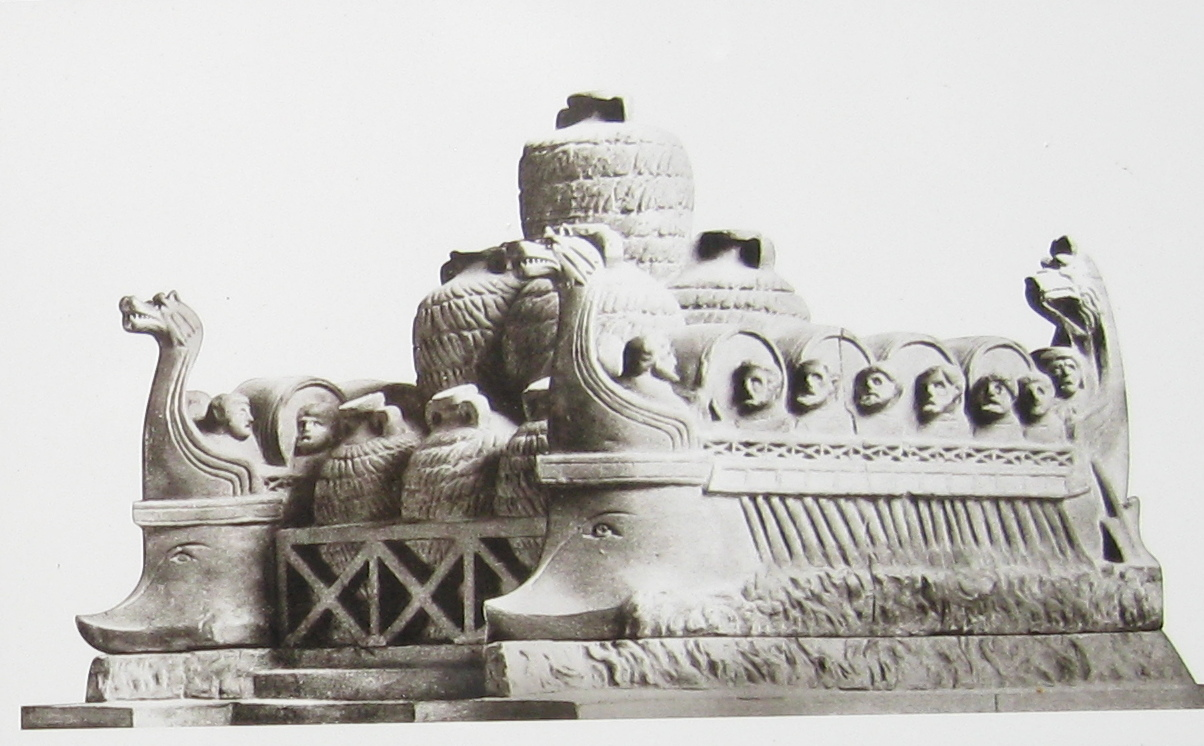
Mögliche Rekonstruktion des Grabmals mit dem Weinschiff

In Neumagen wurden Fragmente von drei Weinschiffen gefunden, die zu Grabdenkmälern gehören und der Darstellung des Berufs des Verstorbenen dienten. Mit zweien dieser Schiffe wurde ein Grabaufsatz aus 14 mit einem Strohgeflecht transportsicher verpackte Kugelamphoren verbunden. Die Rekonstruktion ist jedoch nicht gesichert.
Der knapp drei Meter lange Rumpf des Schiffes läuft in einem schnabelförmigen Rammsporn aus und ist mit Augen versehen, was dem Schiffsbug das Aussehen eines Kopfes verleiht. Die Schauseite zeigt 22 Ruder und acht Männer, davon sechs Ruderer, deren Oberkörper und Köpfe über Deck sichtbar sind, und dahinter vier große Weinfässer. Aufgrund der Art der Ladung sowie der Tatsache, dass dieses Schiff gerudert wird, lässt sich darauf schließen, dass auf solche Schiffe Moselwein verladen und in andere Teile Galliens und Germaniens exportiert wurde. Auffällig sind die beiden Drachenköpfe, welche die Steven verzieren und den für ein Frachtschiff ungewöhnlichen Gesamteindruck bestimmen.

## Kriegsschiff oder Frachtschiff?

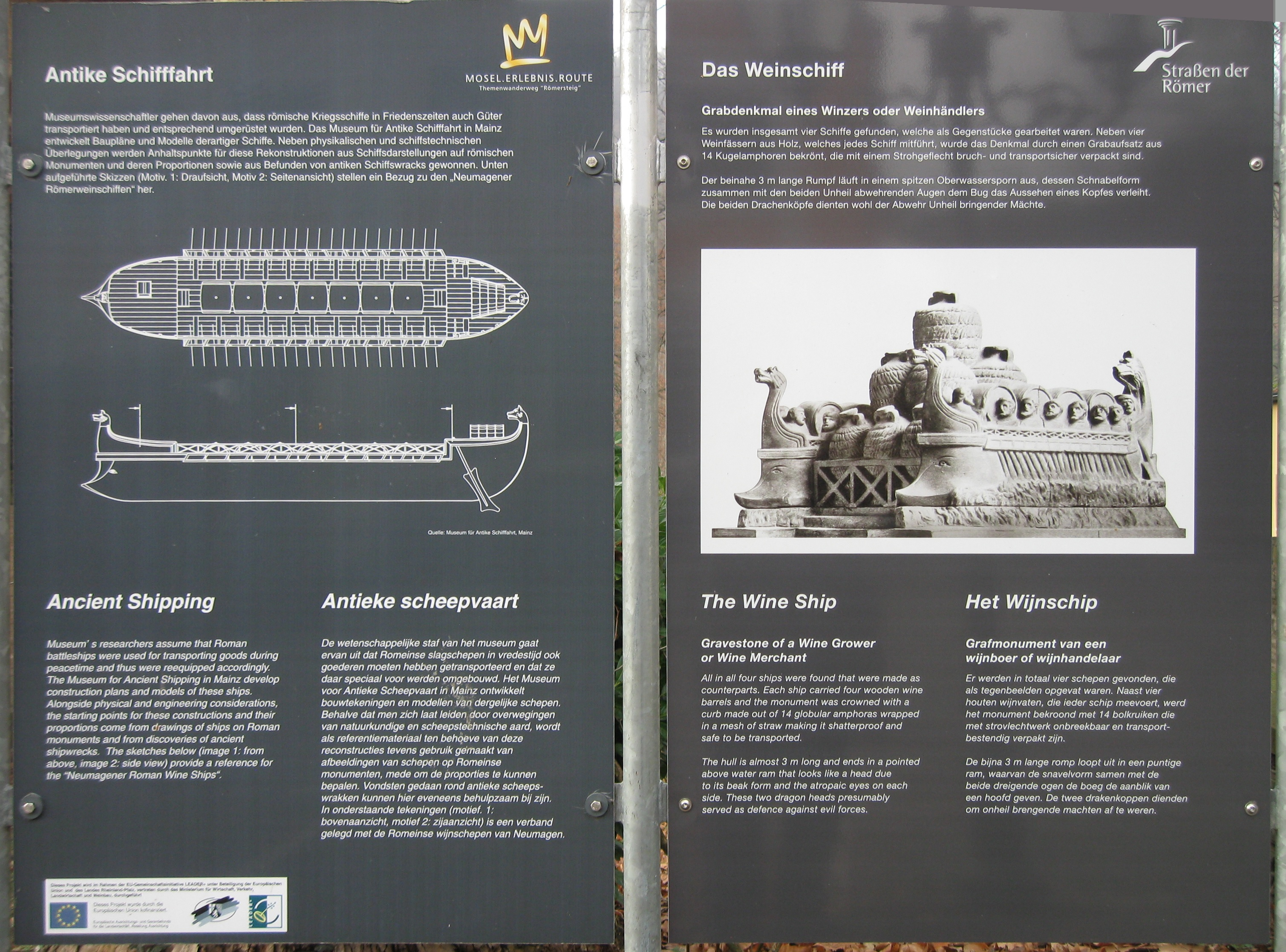
Informationstafeln in Neumagen zur antiken Moselschifffahrt und zum Weinschiffmonument

Wissenschaftler vom Museum für Antike Schifffahrt in Mainz gehen davon aus, dass römische Kriegsschiffe in Friedenszeiten auch Güter transportiert haben und entsprechend umgerüstet wurden. Danach stellt das Weinschiff vermutlich ein ehemaliges Kampf- oder Versorgungsschiff der Rheinflotte (Classis Germanica) dar, das in den Besitz eines Zivilisten gelangte. Besonders der Rammsporn, das Auge (oculus) und die Raubtierköpfe als Stevendekoration sind Anzeichen dafür, dass es sich ursprünglich um ein Militärfahrzeug gehandelt haben könnte. Das Schiff scheint wesentlich größer als die Standardtransporter der römischen Flotte, die Navis actuaria, gewesen zu sein. An der Skulptur kann man an jeder Seite 22 Riemen erkennen, was darauf schließen lässt, dass es von 44 Ruderern (remiges) gerudert wurde. Die Einheiten der Rheinflotte waren nicht nur auf dem Strom und seinen Nebenflüssen unterwegs, sondern operierten auch in der Nordsee. Für solche Fahrten waren Schiffstypen notwendig, die auch den dortigen Wetterbedingungen trotzen konnten. Für seine Größe spricht auch das durchgehende Deck, auf dem sich die Mannschaft befindet. Die Männer sitzen mit dem Rücken zum Achtersteven. Bei ihnen handelt es sich daher vermutlich nicht um Ruderer, sondern Deckmatrosen, die die Aufgabe hatten, die ordnungsgemäße Verstauung der Weinfässer und deren Überwachung während der Fahrt sicherzustellen. Besonders der Mann auf der Back zeigt dies deutlich. Die Ruderer saßen unter Deck und wären für den Außenbetrachter nicht erkennbar. Sie saßen mit dem Rücken zum Vordersteven, um die Riemen bedienen zu können. Der Interpretation als Kriegsschiff ist jedoch mit Hinweis auf zahlreiche analoge Darstellungen römischer Handelsschiffe widersprochen worden.

## Kopien
Eine ergänzte Kopie des Weinschiffs ist an der Peterskapelle in Neumagen aufgestellt. Weitere Kopien befinden sich u. a. im Knauf-Museum in Iphofen, im Kelten-Römer-Museum in Manching sowie im Eingangsbereich der Vereinigten Hospitien in Trier. Eine maßstäblich kleinere Nachbildung befindet sich im Außenbereich der Weinstube Kesselstatt gegenüber der Trierer Liebfrauenkirche.

## Nachbau

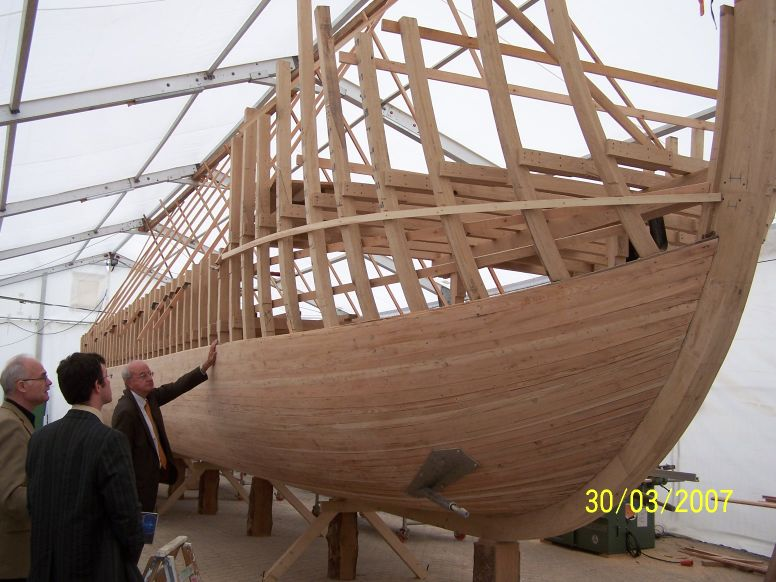
Arbeiten am Nachbau des Weinschiffs

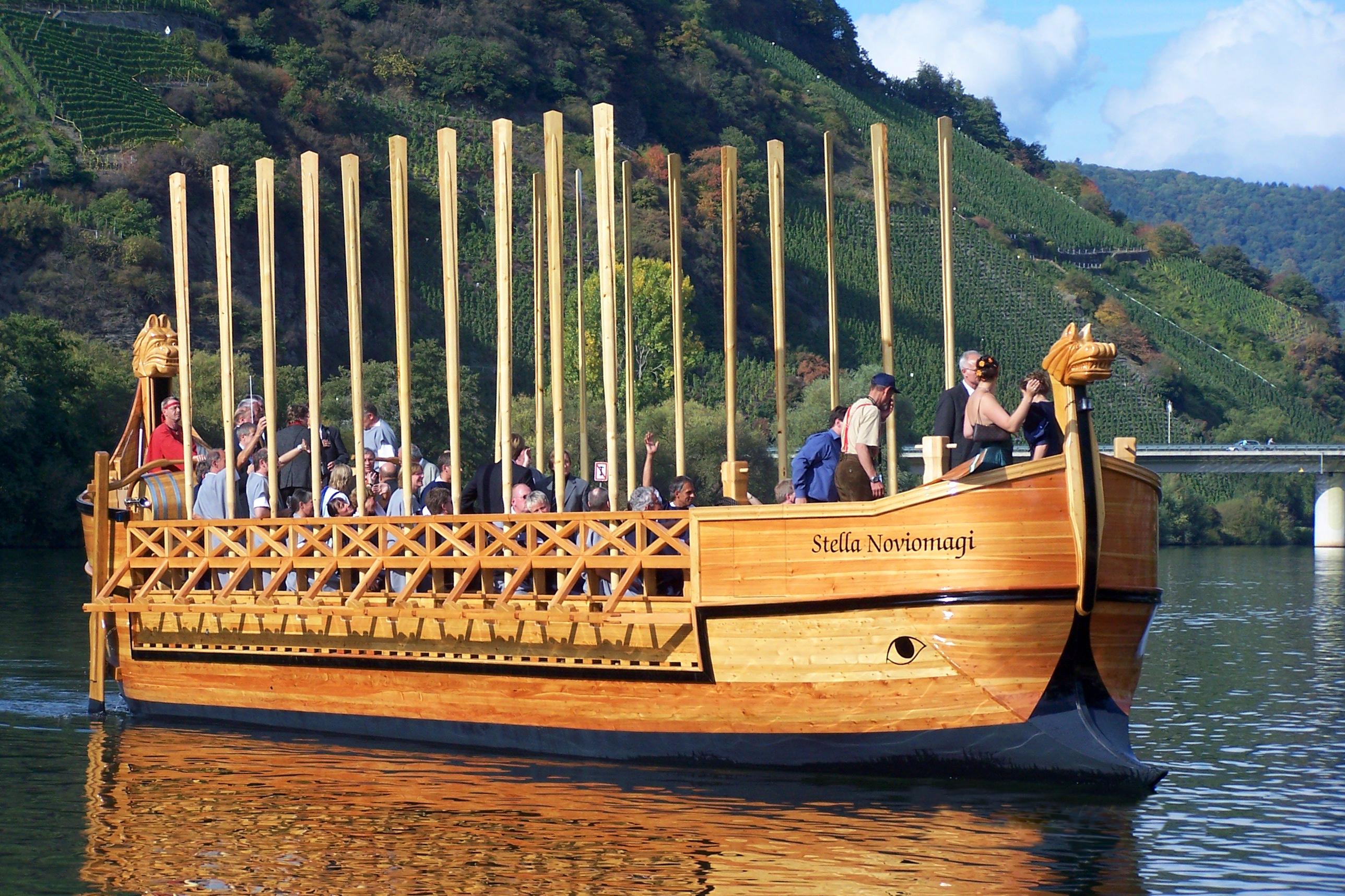
Stella Noviomagi auf der Jungfernfahrt kurz vor dem Einlaufen in den Hafen

Seit dem 30. September 2007 liegt ein hölzerner Nachbau (STELLA NOVIOMAGI, lat. für Stern Neumagens) mit 22 Rudern und Motor im Hafen von Neumagen-Dhron. Das Schiff wurde von Auszubildenden der Handwerkskammer Trier hergestellt. Die Gesamtkosten, von verschiedenen Institutionen als Sach- oder Arbeitsleistung beigetragen, beliefen sich auf 400.000 €. Das Schiff ist das größte jemals im deutschen Sprachraum nachgebaute, schwimmfähige Römerschiff.
Das Schiff kann von Gruppen gechartert und gegebenenfalls selbst gerudert werden. Ansonsten wird es von zwei 55 PS starken Dieselmotoren angetrieben.
Einige Daten:
- Breite: 4,20 m
- Breite mit Riemen: 10 m
- Länge: 17,95 m
- Höhe: 3,90 m
- Gewicht der Riemen: 15 kg
- Leergewicht: 14 t
- Tiefgang: 0,60–0,80 m
- Rumpfgeschwindigkeit: 18 km/h
- Material: Holz aus heimischen Wäldern
  - Kiel und Spanten aus Eiche
  - Planken aus Lärche
  - Deck und Reling aus Douglasie
  - Riemen aus Fichte und Kiefer
  - Köpfe aus Linde